# آنتارامنا
آنتارامنا (به لاتین: Antaramena) یک منطقهٔ مسکونی در ماداگاسکار است که در ایهورومبه واقع شده‌است. آنتارامنا ۷٬۴۰۵ نفر جمعیت دارد و ۶۳۵ متر بالاتر از سطح دریا واقع شده‌است.